# Уряд Держави Сасанідів
Уряд 

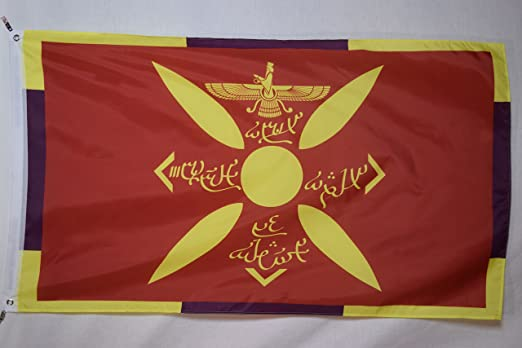
Стяг Сасанідів

Сасаніди створили імперію приблизно в межах кордонів досягнутих Парфянськими арсацидами, зі столицею в Ктесфоні в провінції Асорістан. Керуючи цією імперією, правителі Сассанідів прийняли титул шахиншах, ставши центральним владикою імперії і також взяли на себе опікунство священного вогню , символу національної релігії. Цей символ явний на монетах Сасанідів, де на реверсі монети, що знаходиться на реверсі, підкріплений священним вогнем, символом національної релігії, правлячий монарх із його короною та регаліями, на реверсі монети. Сасанідські королеви мали титул Banbishnan banbishn (королева королеви). 

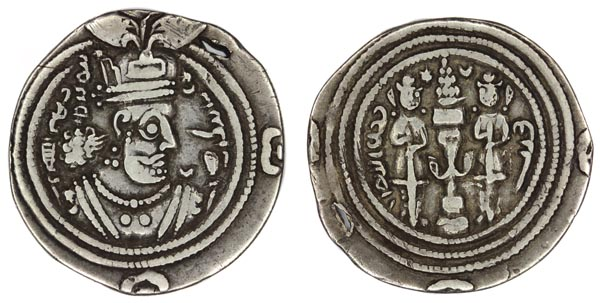
Монети Сасанідів

У меншому масштабі, територія також може бути пронизана низкою дрібних правителів зі шляхетних родин, відомих як шахрдар, від своїх підшефних безпосередньо шаханшах. Округами провінцій керували шахраб та коса (головний священик). Завданням священика було займатися маєтками та іншими речами, що стосуються юридичних питань. Сасанідське правління характеризувалося значною централізацією, амбітним містобудівним плануванням, розвитком сільського господарства та технологічними вдосконаленнями. Нижче від правителя потужна бюрократія здійснювала більшість справ уряду; головою бюрократії був вузург-фрамадар ( візир або прем'єр-міністр ). У цій бюрократії зороастрийське священство було надзвичайно потужним. Голова священицького класу волхвів, косун, кошовий разом із головнокомандуючим, спагбедом , головою торгового та торгового синдикату Хо Токшаном Бодом та міністром сільського господарства ( вастаріошан-салар ), який також був головою фермерів , були нижче імператора найпотужнішими людьми Сасанідської держави. 
Сасанідські правителі завжди враховували поради своїх міністрів. Мусульманський історик Масуді високо оцінив "прекрасне управління сасанідськими царями, їх впорядковану політику, турботу про своїх підданих та процвітання їхніх областей". У звичайні часи монархічна канцелярія була спадковою, але король міг бути переданий молодшому синові; у двох випадках верховну владу утримували королеви. Коли прямого спадкоємця не було, шляхтичі та прелати обрали правителя, але їх вибір обмежився членами королівської родини.
Сасанідське дворянство являло собою суміш старих парфянських кланів, перських аристократичних родин та знатних родин з підданих територій. Після розпаду парфянської династії виникло багато нових дворянських родів, тоді як декілька колись домінуючих сімей парфянських кланів залишалися важливими. При дворі Ардашира I старі родини Аршакідів з Дому Карен та Будинку Сурена разом з кількома іншими сім'ями, варази та андігани, займали великі честі. Поряд з цими іранськими і неіранскімі благородними сім'ями, царі Мерва, Керман , Сакастан, Іберія і Адіабане, яких згадують як обіймають почесні посади серед вельмож, з'явилися при дворі шаханша. Дійсно, великі надбання Сурен, Каренів та Варазів стали частиною первісної Сасанідської держави як напівнезалежні держави. Таким чином, знатні родини, які брали участь при дворі імперії Сассанідів, продовжували правити власними руками, хоча й підпорядковувались шаханшам .
Загалом Вузурган з іранських сімей займав найпотужніші посади в імперській адміністрації, включаючи губернатори прикордонних провінцій ( марзбан ). Більшість з цих посад були вотчинними, і багато хто передавались поколінням однієї родини. У марзабанів найбільшою шаною дозволявся срібний трон, в той час як марзабанах з найбільш стратегічно важливих прикордонних провінцій, такі як Кавказ, дозволяли золотий трон. У військових походах регіональних маршанів можна вважати польовими маршалами, тоді як менші спагбеди могли командувати польовою армією.
У культурному плані сасаніди впровадили систему соціального розшарування. Ця система підтримувалася зороастризмом, який утвердився як державна релігія. Більш за все, інші релігії зазнавали значної толерантності, хоча ця заява дискутується. Сасанідські імператори свідомо прагнули реанімувати перські традиції та знищити грецький культурний вплив.